# Royal Space Force: The Wings of Honneamise
Royal Space Force - The Wings of Honneamise (japanska Oritsu Uchugan: Oneamisu no Tsubasa), 'Kungliga Rymdflottan - Honneamises vingar' är en japansk animerad långfilm från 1987. Det är den första filmen som 
producerades av Gainax. Den distribuerades av Bandai Visual, regisserades av Hiroyuki Yamaga and är skapad av Hideaki Anno. Filmen handlar om en 21-årig kille som heter Shirotsugh Lhdatt som vill bli astronaut och möter predikanten Riquinni Nonderaiko.

## Rollfigurer
- Shirotsugh Lhdatt

21-årig volontärkille som vill bli astronaut, han möter Riquinni Nonderaiko på kvällen i staden. Senare i filmen flyger han i ett flygplan och i slutet av filmen åker han rymdfärja.
- japansk röst: Leo Morimoto
- Riqunni Noneraiko

17-årig kvinna som är bosatt i Honneamise och vän till Shirotsugh Lhdatt.
- japansk röst: Mitsuki Yayoi
- Manna Nonderaiko

5-årig föräldralös flicka som bor tillsammans med Riquinni Nonderaiko.
- japansk röst: Aya Murata
- Marty Tohn

Shirotsugh Lhadatts bäste vän.

## Premiär och distribution
Filmen hade premiär 14 mars 1987 i Japan och utgavs i Sverige under 1990-talet och släpptes på DVD 2014.